# جائزة بوليتزر عن فئة الأخبار العاجلة
جائزة بوليتزر عن فئة الأخبار العاجلة (بالإنجليزية: Pulitzer Prize for Breaking News Reporting)‏ هي واحدة من أربعة عشر جائزة بوليتزر تقدمها سنويًا جامعة كولومبيا بنيويورك في الولايات المتحدة الأمريكية للصحافة. وهي جائزة تُمنح للأخبار العاجلة الأكثر تفردًا، أو تقارير محلية أو أخبار مباشرة، والتي يتم نشرها خلال العام. وقد بدأ العمل بها رسميًا منذ عام 1953، وجاءت تحت أسماء عدة مثل: جائزة بوليتزر عن فئة الصحافة المحلية في الفترة من عام 1953 حتى عام 1963؛ جائزة بوليتزر عن فئة تقارير الأخبار المباشرة العامة في الفترة من عام 1964 حتى عام 1984؛ ثم جائزة بوليتزر عن فئة تقارير الأخبار العامة في الفترة من عام 1985 حتى عام 1990؛ جائزة بوليتزر عن فئة الأخبار المباشرة من عام 1991 حتى عام 1997؛ وأخيرًا جائزة بوليتزر عن فئة الأخبار العاجلة من عام 1998 جتى الوقت الحالي. وبدءًا من عام 1980، بدأ الإعلان عن عملين آخرين دخلا التصفيات الأخيرة للجائزة، ليتم بذلك الإعلان عن الفائز إلى جانب أصحاب المركزين الآخرين.
تحظى هذه الجوائز، التي مولت في الأساس بمنحة من رائد الصحافة الأمريكي جوزيف بوليتزر بتقدير كبير. وتمنح جامعة كولومبيا الجوائز بتوصية من هيئة جوائز بوليتزر، المكونة من محكمين تعينهم الجامعة نفسها ويصل عدد الجوائز الممنوحة سنويًا إلى واحد وعشرين جائزة.

## وصلات خارجية
- الموقع الرسمي.
- الفائزين السابقين والمرشحين حسب الفئة.